# Héctor Rebaque
Héctor Rebaque, né le 5 février 1956 à Mexico (Mexique), est un ancien pilote automobile mexicain. 

## Biographie
Issue d'une famille aisée, Héctor Rebaque fait ses débuts en sport automobile au début des années 1970 pour le compte de Brumos Porsche Audi Corp..
Il évolue dans le championnat anglais de Formule Atlantic en milieu de celles-ci, alors qu'il remporte chez lui les 1 000 kilomètres de Mexico en 1974 (Camel GT Challenge) sur une Porsche 911 Carrera RSR personnelle avec Rojas et van Beuren Jr.. Après un bref passage par la Formule 2 il part en Amérique du Nord, où il retrouve la Formule Atlantic.
En 1977, il fait ses débuts en Formule 1 sur une Hesketh privée. Seulement qualifié une fois en six tentatives, il décide d'investir en 1978 son argent dans le montage de sa propre équipe, le Team Rebaque, et d'acheter une Lotus 78 (voiture de la saison 1977). Malgré la qualité de sa monture, il échoue plusieurs fois dans ses tentatives de qualification et ne peut obtenir mieux qu'une sixième place en Allemagne. Il reproduit le même schéma en 1979 en achetant à Colin Chapman une Lotus 79 (la voiture qui a dominé le championnat 1978 aux mains de Mario Andretti et Ronnie Peterson) mais à nouveau, sans résultats. Au cours de saison 1979, mécontent du matériel fourni par Lotus, Héctor Rebaque passe à un stade supérieur en faisant de son écurie un constructeur à part entière: avec l'aide de Penske, il fait concevoir sa propre voiture, la Rebaque HR100. Il s'agit d'une véritable « wing-car », très inspirée dans ses formes de la voiture dominatrice du moment, la Williams FW07 (elle-même très proche de la Lotus 79). Mais la mayonnaise ne prend pas et le pilote mexicain ne parvient à qualifier la HR100 qu'une fois en trois tentatives. En fin d'année, le Team Rebaque ferme ses portes.

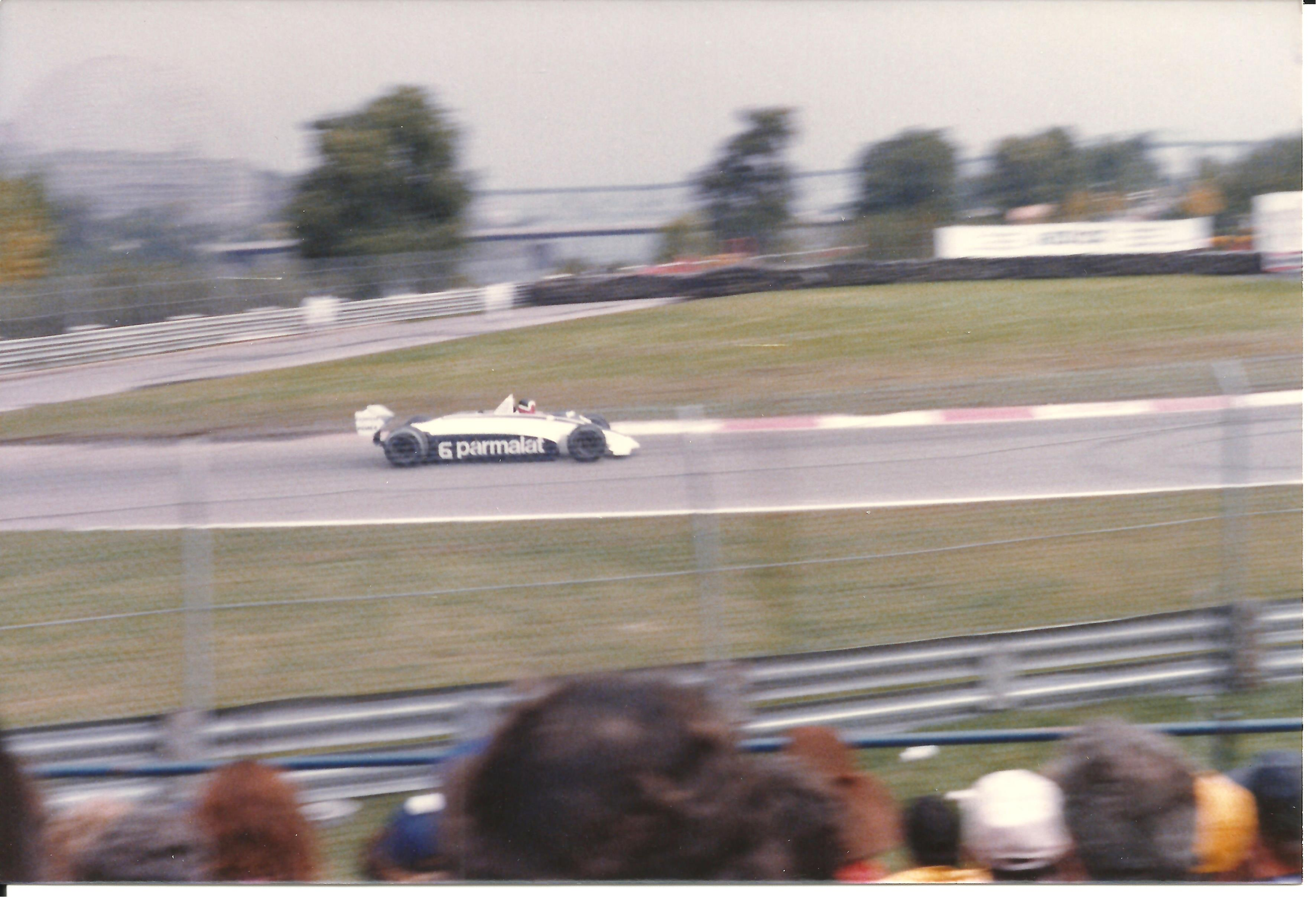
Rebaque lors du Grand Prix du Canada 1981.

Au milieu de la saison 1980, grâce à ses puissants soutiens financiers, Rebaque récupère le deuxième volant Brabham aux dépens de l'Argentin Ricardo Zunino. Les écuries qui font appel aux pilotes payants sont généralement de modestes équipes en mal d'argent, mais tel n'est pas le cas de Brabham, l'une des meilleures formations du plateau, dont le choix s'explique par la volonté de tout miser sur son leader Nelson Piquet. Condamné à un rôle de faire-valoir tant par le peu d'attention que lui accorde son employeur que par ses propres lacunes de pilote, Rebaque parvient tout de même à obtenir quelques places d'honneur: une sixième place en 1980 au Canada, puis trois quatrièmes places en 1981, ce qui lui vaut de terminer dixième du championnat. Des résultats très éloignés de ceux de son coéquipier, qui décroche lui le titre de champion du monde.
À l'issue de la saison 1981, Bernie Ecclestone, le patron de Brabham, change de stratégie et décide d'engager un « vrai » numéro 2 pour épauler Piquet : Rebaque est donc remplacé par le réputé pilote italien Riccardo Patrese.
Sans volant en F1, Rebaque tente de rebondir dans le championnat CART aux États-Unis dès la saison 1982. Au sein de l'écurie Forsythe Racing, il réalise des débuts prometteurs et remporte même la manche d'Elkhart Lake, mais un violent accident survenu en fin d'année sur l'ovale du Michigan l'incite à mettre un terme à sa carrière, alors qu'il n'est âgé que de 26 ans.

## Résultats en championnat du monde de Formule 1
| Saison | Écurie                                             | Châssis                | Moteur  | Pneus             | GP disputés | Points inscrits | Classement |
| ------ | -------------------------------------------------- | ---------------------- | ------- | ----------------- | ----------- | --------------- | ---------- |
| 1977   | Hesketh Racing with Rizla Penthouse Hesketh Racing | Hesketh 308E           | Ford V8 | Goodyear          | 1           | 0               | n.c.       |
| 1978   | Team Rebaque                                       | Lotus 78               | Ford V8 | Goodyear          | 9           | 1               | 19e        |
| 1979   | Team Rebaque                                       | Lotus 79 Rebaque HR100 | Ford V8 | Goodyear          | 10          | 0               | n.c.       |
| 1980   | Parmalat Racing Team                               | Brabham BT49           | Ford V8 | Goodyear          | 7           | 1               | 20e        |
| 1981   | Parmalat Racing Team                               | Brabham BT49C          | Ford V8 | Michelin Goodyear | 14          | 11              | 9e         |